# Giuseppe Sperandio
Giuseppe ”Peppino” Sperandio, född 3 februari 1929 i nordöstra Italien, död 1996 i Sverige, var en italiensk entreprenör och restaurangägare som är känd för att gjort maträtten pizza känd i Sverige. År 1969 öppnade han Pizzeria Piazza Opera på Gustav Adolfs torg i Stockholm. Han är upphovsman till  många av de namn på pizzor som är kända över hela Sverige, såsom Bussola, och fanns ursprungligen på menyerna på hans pizzerior i Stockholm. Så även om namnen är italienska kan de vara okända som pizzanamn i Italien. Han gjorde även pizzasalladen populär i Sverige, när han fick idén att servera gratis sallad med pizzan. Han inspirerades av salladen "kupus salata" från sin barndom i nordöstra Italien, en sallad med ursprung från Balkanhalvön.